# Митра понтифика
Митра понтифика (лат. Mitra stictica) — вид морских брюхоногих моллюсков из семейства митр.

## Описание
Длина раковины составляет от 30 до 87 мм. Раковина удлинённая, с высоким завитком, поверхность гладкая. Цвет белый со спиральными рядами крупных красных пятен.

## Распространение
Вид распространён в Индо-Тихоокеанской области: в Индийском океане вдоль побережья Альдабры, Чагос, Маскаренских островов, Маврикия и Танзании, в Тихом океане вдоль побережья Фиджи, Новой Зеландии и Соломоновых островов. Живёт на глубине от 1 до 15 м.

## Питание
Как и все митры, является плотоядным хищником, питается мелкими брюхоногими и двустворчатыми моллюсками.